# ペニキ
ペニキ (ロシア語: Пе́ники (Péniki), フィンランド語: Penikkala) はロシア連邦の村、レニングラード州。ロモノソフから西に7km。フィンランド湾の南岸に位置している。